# Liste der Kulturdenkmale in Löbau

Wappen von Löbau

In der Liste der Kulturdenkmale in Löbau sind die Kulturdenkmale der sächsischen Stadt Löbau verzeichnet, die bis Januar 2019 vom Landesamt für Denkmalpflege Sachsen erfasst wurden (ohne archäologische Kulturdenkmale). Die Anmerkungen sind zu beachten.
Diese Aufzählung ist eine Teilmenge der Liste der Kulturdenkmale im Landkreis Görlitz.

## Aufteilung

Stadtgliederung von Löbau

In der Stadt Löbau ist die Liste nach Straßennamen aufgeteilt:
- Liste der Kulturdenkmale in Löbau (A–I)
- Liste der Kulturdenkmale in Löbau (J–Z)

Kulturdenkmale ohne konkrete Straßenzuordnung sowie gestrichene Kulturdenkmale sind direkt in der Liste der Kulturdenkmale in Löbau erfasst.
Wegen der großen Anzahl von Kulturdenkmalen in Löbau sind die Kulturdenkmale in den Ortsteilen in Teillisten aufgeführt.
| Kulturdenkmale in Löbau-… |
| ------------------------- |
| Bellwitz                  |
| Dolgowitz                 |
| Ebersdorf                 |
| Eiserode                  |
| Georgewitz                |
| Glossen                   |
| Großdehsa                 |
| Kittlitz                  |
| Kleinradmeritz            |
| Krappe                    |

| Kulturdenkmale in Löbau-… |
| ------------------------- |
| Lautitz                   |
| Mauschwitz                |
| Nechen                    |
| Neucunnewitz              |
| Oppeln                    |
| Rosenhain                 |
| Wendisch-Cunnersdorf      |
| Wendisch-Paulsdorf        |
| Wohla                     |

## Liste der Kulturdenkmale in Löbau
| Bild                                    | Bezeichnung | Lage | Datierung                        | Beschreibung | ID       |
| --------------------------------------- | --- | --- | -------------------------------- | --- | -------- |
|                                         | Ringanlage und Stadtbefestigung (Sachgesamtheit)                                                                                    | (Flurstücke 714, 748, 749, 750a, 41/1, 41/2, 45, 122, 122a, 124, 145/2, 161/1, 161/2, 162, 22, 23/1, 24/1, 687, 778/1, 778/2, 778/3, 657/1, 657/2, 657/3, 658/1, 658/2) (Karte) | 14. Jahrhundert; Umbau nach 1850 | Sachgesamtheit Ringanlage und Stadtbefestigung mit folgenden Einzeldenkmalen: sämtliche Reste der mittelalterlichen Stadtmauer mit Wehrturm (sog. Katzturm) und Wegesystem der Promenade an der Teichpromenade (siehe Einzeldenkmale unter Teichpromenade – Obj. 09222364), Reste der Stadtmauer im Grundstück Innere Bautzner Straße 6 und Wegesystem der Promenade am Promenadenring (siehe Einzeldenkmale unter Promenadenring – Obj. 09302051), Reste der Stadtmauer und Wegesystem der Promenade im Bereich Brücknerring/Brunnenstraße mit Treppenanlagen, Brunnen, Sitzrondellen mit Mauern, Pumpe und Kartenhäuschen Nikolaiplatz/Bahnhofstraße (siehe Einzeldenkmale unter Brücknerring – Obj. 09303379) sowie Grünanlagen, die nach der teilweisen Schleifung der Mauern im 19. Jahrhundert an deren Stelle angelegt wurden (Gartendenkmal); baugeschichtlich, städtebaulich, ortsgeschichtlich und gartenkünstlerisch von Bedeutung | 09223137 |
|                                         | Denkmalschutzgebiet Altstadt Löbau (Vorschlag)                                                                                      | (Altstadt) (Karte) | 14. Jahrhundert                  | Denkmalschutzgebiet Altstadt Löbau (Vorschlag) | 09303456 |
|                                         | Denkmalschutzgebiet Zittauer Vorstadt Löbau (Vorschlag)                                                                             | (Zittauer Vorstadt) (Karte) | 19. Jahrhundert                  | Denkmalschutzgebiet Zittauer Vorstadt Löbau (Vorschlag) | 09303457 |
|                                         | Eisenbahnstrecke Löbau–Zittau (Sachgesamtheit)                                                                                      | (Gemarkung Altlöbau, Flurstücke 177/2, 572, 573, 574, 576, 577, 575/3, 1154/19) (Karte)                                                                                         | 1848 eröffnet                    | Sachgesamtheit Eisenbahn Löbau–Zittau mit folgenden Einzeldenkmalen: Bahnhof Löbau (Bahnhofstraße 35, Obj. 09222574), Lokschuppen (Maschinenhausstraße 2, Obj. 09223094), Eisenbahnbrücke an der Altlöbauer Straße (Obj. 09222735) und Eisenbahnbrücke an der Friedhofstraße (Obj. 09222736) sowie folgenden Sachgesamtheitsteilen: Trasse und Gleisanlagen in den Gemeinden Löbau, Großschweidnitz, Niedercunnersdorf, Obercunnersdorf, Herrnhut, Oderwitz (Abschnitt Oberoderwitz bis Zittau nicht unter Denkmalschutz), siehe auch Sachgesamtheitsbestandteile in den oben genannten Gemeinden (Obj. 09302436, 09302439, 09302440, 09302441, 09302443, 08992559, 09302445 und 09303744); technikgeschichtlich, baugeschichtlich, eisenbahngeschichtlich und verkehrsgeschichtlich von Bedeutung, eine der ältesten Eisenbahnstrecken Sachsens                                                                                              | 08992544 |
|                                         | Gemauertes Bachbett der Seltenrein, mit allen Treppenabgängen zum Bach und allen überspannenden Bogenbrücken und Steindeckerbrücken | (entlang der Seltenrein) (Karte) | 18./19. Jahrhundert              | In der Geschlossenheit aller Elemente kulturgeschichtlicher Seltenheitswert, ortsgeschichtlich und ortsbildprägend von Bedeutung | 09300112 |
| Weitere Bilder                          | Eisenbahnviadukt durch das Löbauer Tal                                                                                              | (Flurstück 1154/23) (Karte) | 1847                             | Bahnstrecke Görlitz–Dresden; neun hohe Bögen aus Granit, baugeschichtlich, technikgeschichtlich und ortsbildprägend von Bedeutung | 09223092 |
| Direkt Bild zu diesem Denkmal hochladen | Pulverhaus am Viadukt | (nördlich der Strecke auf der Ostseite des Tales, Flurstück 1154b) (Karte) | 1871                             | Bahnstrecke Görlitz–Dresden; gebaut zur Aufbewahrung des Pulvers zu möglicher kriegsbedingter Sprengung des Viadukts, Kleiner Bruchsteinbau mit Gewölbe, Gelände hoch angeschüttet; seltenes Zeugnis der deutschen Eisenbahn-Militärgeschichte im Spannungsfeld des neu gegründeten Deutschen Reiches unter preußischer Vorherrschaft und der K. u. K. Monarchie Österreich-Ungarn | 09304465 |
| Direkt Bild zu diesem Denkmal hochladen | Eisenbahnüberführung | (Äußere Bautzner Straße, am Kilometer 18,070, Flurstück 1193) (Karte) | 1920/1921                        | Eisenbahnstrecke Großpostwitz–Löbau; zwei gemauerte Aufleger mit Brücke aus Eisenfachwerk, eisenbahngeschichtlich und verkehrsgeschichtlich von Bedeutung | 09301865 |
| Direkt Bild zu diesem Denkmal hochladen | Wasserhochbehälter | (auf dem Nonneberg, Richtung Großschweidnitz, Flurstück 1105a) (Karte) | Bezeichnet mit 1902              | Baugeschichtlich und technikgeschichtlich von Bedeutung, mit neogotischer Schauwand und Seitentürmen, Behälter von Erdmassen umgeben | 09303144 |

## Streichungen von der Denkmalliste
| Bild                                    | Bezeichnung                                       | Lage                   | Datierung            | Beschreibung | ID       |
| --------------------------------------- | ------------------------------------------------- | ---------------------- | -------------------- | --- | -------- |
| Direkt Bild zu diesem Denkmal hochladen | Bergwerk am Löbauer Berg                          | (Löbauer Berg) (Karte) | 1350 erste Erwähnung | Abgebaut wurde Eisenerz und möglicherweise Gold, ortsgeschichtlich und technikgeschichtlich von Bedeutung. Befindet sich wohl unter dem Viadukt auf der Ostseite des Löbauer Wassers. Nach 2014 von der Denkmalliste gestrichen. | 09299888 |
| Direkt Bild zu diesem Denkmal hochladen | Denkmal für die Gefallenen des Ersten Weltkrieges | Oelsa (Karte)          | Um 1920              | Ortsgeschichtlich von Bedeutung, Gedenkstein auf Stufenpodest (mit Eisernem Kreuz und Inschrift: „Die Heimat ihren Beschützern“); nach 2014 von der Denkmalliste gestrichen                                                      | 09222803 |